# Bánfalvi Klára
Bánfalvi Klára (Fried Klára) (Budapest, 1931. május 9. – Bécs, 2009. július 15.) olimpiai bronzérmes magyar kajakozó. Az első világbajnok és az első olimpiai érmes magyar kajakozónő.

## Sportpályafutása
1943-ban kezdett kajakozni az Elektromosban. 1945-ben már felnőtt magyar bajnok volt. Első világversenye az 1948-as olimpia volt, ahol K1 500 méteren negyedik lett. 1952-ben a Budapesti Honvéd, majd 1953-tól a Vörös Lobogó illetve az MTK szineiben versenyzett. 1954-ben világbajnok lett K2 500 méteren (Pintér Hildával párban). Részt vett az 1957-es Eb-n és az 1958-as vb-n, de nem jutott éremhez. 1958-tól az Újpesti Dózsa sportolója lett. 1959-ben és 1961-ben Eb, 1960-ban olimpiai bronzérmet (Egresi Vilmával párban) szerzett. 1963-ban indult a vb-n, majd befejezte pályafutását.
1965-ben a Sportvezető- és Edzőképző Intézetben szerzett edzői oklevelet. Ezután trénerkedett. 1968-tól Ausztriában élt, éttermet vezetett. A Szabad Európa Rádió munkatársa volt. Ő alapította az Egresi Vilma-vándordíjat, az ob-n legeredményesebben szereplő kajakozónő részére.

## Díjai, elismerései
- A Magyar Népköztársaság Érdemes Sportolója (1954)[4]
- A Magyar Népköztársaság Kiváló Sportolója (1954)[5]